# لاوف آن در پگنیتز
شهر لاوف آن در پگنیتز (به آلمانی: Lauf an der Pegnitz) در ایالت بایرن در کشور آلمان واقع شده‌است.